# Sportclub Borussia 04 Fulda
Il Sportclub Borussia 04 e. V. Fulda, meglio conosciuto come Borussia Fulda, è una società calcistica tedesca, con sede a Fulda.

## Storia
Il club fu fondato il 4 giugno 1904 da un gruppo di studenti con il nome di FC Borussia 1904 Fulda. 
Rapidamente divenne la principale squadra cittadina. La squadra venne ammessa alla Westdeutsche Spiel-Verband (WSV) nel 1905, accedendo alla massima divisione due anni dopo. 
La crescita della società fu rallentata dalla prima guerra mondiale ma, dopo il conflitto la cittadina di Fulda divenne un importante centro industriale. 
Questo procurò nuovi finanziatori al club che riuscì ad accedere alla fase nazionale del campionato tedesco nella stagione 1931-1932, venendo eliminato agli ottavi di finale dal Norimberga.
Ritorna a giocare la fase nazionale del campionato tedesco nel torneo 1933-1934, in cui ottiene il terzo posto del girone D.
Nella stagione 1940-1941 accede alla fase finale del torneo, chiudendo il campionato al terzo posto del Gruppo 2b. La stagione seguente, sempre nel campionato nazionale, non supera le qualificazioni venendo eliminato dal Dessau. 
Ritorna a giocare nella fase nazionale nella Gauliga 1943-1944, ottenendo l'accesso agli ottavi di finale grazie al sorteggio positivo, venendo però poi eliminato dai futuri campioni del Dresdner SC.
La squadra venne sciolta a seguito dell'occupazione Alleata della Germania dopo la seconda guerra mondiale, venendo poi rifondato come SG Borussia 04/45 ed andandosi a fondere il 14 maggio 1948 con il SC Fulda.
Nel dopoguerra il Borussia non riuscì più ad imporsi a grandi livelli, rimanendo a militare nei campionati inferiori, a parte una stagione nel campionato 1963-1964, conclusosi con la retrocessione in terza serie.